# Christa McAuliffe
Sharon Christa Corrigan McAuliffe (apellido de soltera: Corrigan; Boston, Massachusetts, 2 de septiembre de 1948-Cabo Cañaveral, 28 de enero de 1986) fue una profesora de escuela secundaria estadounidense de Concord, Nuevo Hampshire y uno de los siete miembros de la tripulación fallecidos en el desastre del transbordador espacial Challenger, en la misión STS-51-L, donde trabajaba como especialista en carga útil.
Recibió su licenciatura en educación e historia de Framingham State College en 1970 y también una maestría en educación, supervisión y administración de Bowie State University en 1978. Ella tomó un puesto de docente como maestra de estudios sociales en Concord High School en Nuevo Hampshire en 1983.
En 1985, fue seleccionada entre más de 11 000 solicitantes para participar en el Proyecto de Maestros en el Espacio de la NASA y estaba decidido que se convirtiese en la primera maestra en el espacio. Como miembro de la misión STS-51-L, planeaba realizar experimentos y enseñar dos lecciones a bordo del transbordador espacial Challenger. El 28 de enero de 1986, el transbordador se desintegró 73 segundos después del lanzamiento, resultando en el fallecimiento de todos los tripulantes. Tras su muerte, varias escuelas y becas fueron nombradas en su honor, y en 2004 fue premiada póstumamente con la Medalla de Honor Espacial del Congreso.

## Biografía
Sharon Christa Corrigan nació el 2 de septiembre de 1948 en Boston, siendo la mayor de los cinco hijos del contable Edward Christopher Corrigan (1922–1990), de ascendencia irlandesa. y Grace Mary Corrigan (1924–2018), nombre de soltera; George), profesora sustituta, cuyo padre era de ascendencia maronita libanesa McAuliffe era la bisnieta del historiador Americano-libanés Philip Khuri Hitti. Desde una pronta edad, ella era conocida por su segundo nombre, aunque en los siguientes años firmaría su nombre como “S. Christa Corrigan”, y luego “S. Christa McAuliffe”.
El año que nació, su padre estaba terminando su segundo año de estudios en la Universidad de Boston. Poco después, aceptó un trabajo como asistente al supervisor en unos grandes almacenes en Boston, y se mudaron a Framingham, Massachusetts, donde ella asistió Marian High School, de donde se graduó en 1966. De joven, Christa se sintió inspirada por el Proyecto Mercury y el programa de aterrizaje lunar Apolo. El día después de que John Glenn orbitase la tierra en Friendship 7, le dijo a una amiga lo siguiente, “Te das cuenta de que un día las personas llegarán a la luna? Puede que incluso cogiendo un bus, ¡y yo quiero hacer eso!” Años después escribiría en su solicitud a la NASA: “He visto nacer la Era Espacial, y quiero participar.”
En 1966 se graduó de la Preparatoria Marian, en Framingham, Massachusetts, y obtuvo la licenciatura en Artes en el Framingham State College. En 1978 obtuvo un máster en educación de la Bowie State College, en Bowie, Maryland.
En 1970, se casó con su novio de toda la vida, a quien conocía y con quien mantenía una relación desde la escuela secundaria, Steven J. McAuliffe, graduado en 1970 del Virginia Military Institute, y se mudaron a Washington D. C., para poder asistir al Law Center de Georgetown University.
Tuvieron dos hijos, Scott y Caroline, que tenían nueve y seis años, respectivamente, cuando ella murió.
Desde 1970 hasta 1971 trabajó como profesora de Historia de los Estados Unidos para alumnos de octavo grado en el Benjamine Foulois Junior High School, en la ciudad de Morningside, Maryland. Desde 1971 hasta 1978 fue profesora de inglés e historia de los Estados Unidos para octavo grado y profesora de educación cívica para noveno grado en el Thomas Johnson Junior High School, en la ciudad de Lanham, Maryland. En 1978 se mudó a Concord, New Hampshire, cuando Steven aceptó una posición de asistente para el fiscal general de New Hampshire En el período 1978-1979 fue profesora de historia de los Estados Unidos de séptimo y octavo grados en Bundlett Junior High School, en Concord, Nuevo Hampshire. Desde 1980 hasta 1982 enseñó como profesora de inglés de noveno grado en Bow Memorial High School, Concord, Nuevo Hampshire. Desde 1982 hasta 1985 dio cursos de economía, leyes, historia de los Estados Unidos y un curso desarrollado por ella misma titulado “The American Woman” (“La Mujer Estadounidense”) para 10°, 11° y 12° grados en Concord High School, Concord, Nuevo Hampshire. Hacía excursiones y traía ponientes a su clase como una parte importante de sus métodos educativos. Según el New York Times, ella “hizo hincapié en el impacto de las personas ordinarias en la historia, asegurando que eran tan importantes para el registro histórico como los reyes, políticos o generales.”
Christa McAuliffe fue miembro de las siguientes organizaciones: miembro de junta del Consejo de Estudios Sociales de Nuevo Hampshire; Asociación de Profesores de Concord y la Asociación Nacional de Educación.
También fue miembro de otras organizaciones que no estaban relacionadas con la educación: miembro de la Liga de Servicio Juvenil; profesora de Clases Doctrinales en la Iglesia St. Peters; su familia fue anfitriona del A Better Chance Program (ABC), para estudiantes del interior; y también fue recaudadora del Hospital de Concord y la Asociación de Jóvenes Cristianos (YMCA) de Concord.

## Experiencia en la NASA

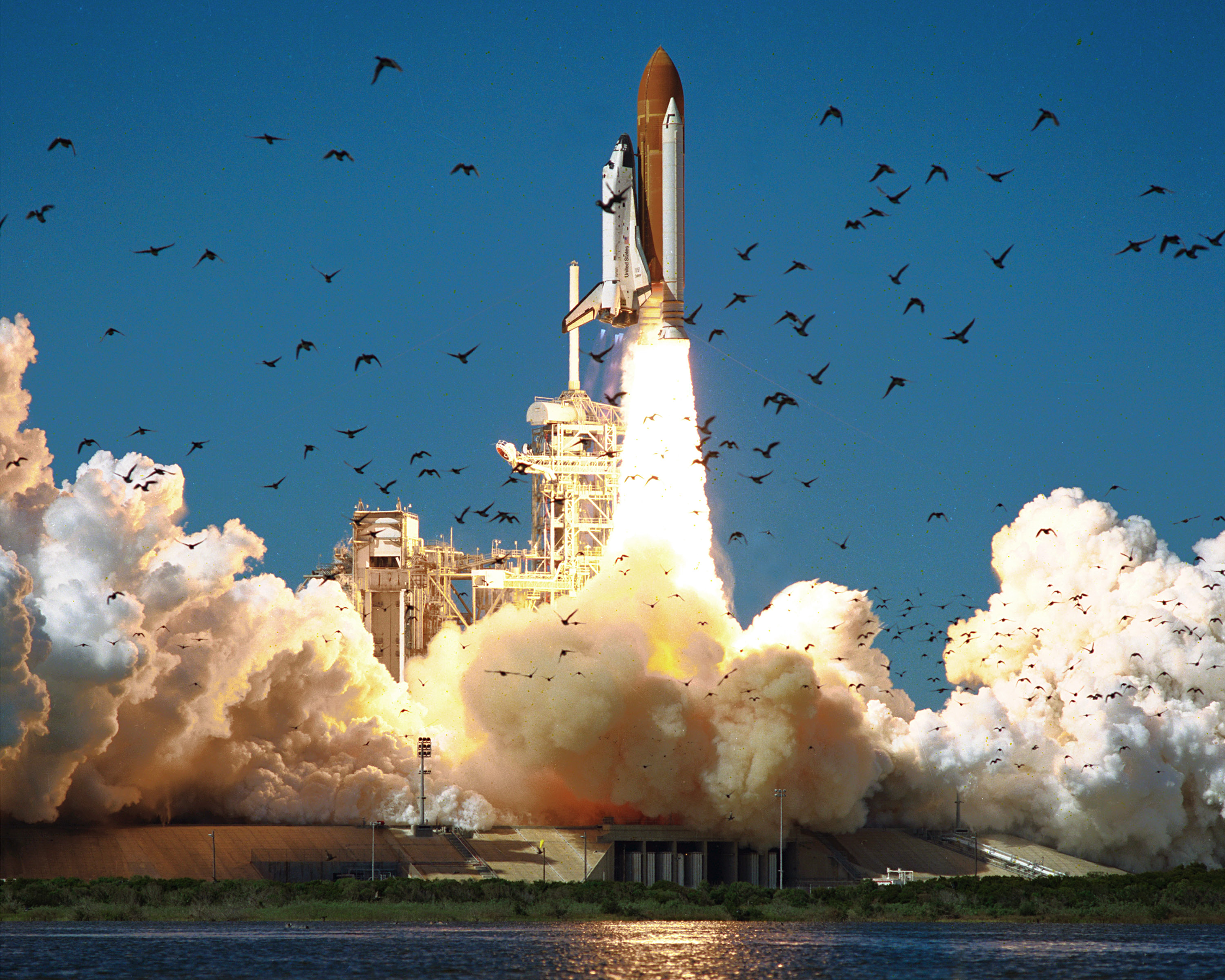
El Challenger iniciando su último vuelo.

En 1984, el presidente Ronald Reagan anunció el Proyecto de profesores en el Espacio, y Christa escuchó por primera vez de los esfuerzos de NASA por encontrar su primer civil, un educador, a quien enviar al espacio. contrar una “persona ordinaria”, un educador o educadora que pudiese comunicarse con sus alumnos mientras orbitaba en el espacio McAuliffe se convirtió en una de 11.000 candidatos

No puedo formar parte del programa espacial y empezar mi vida desde cero como astronauta, pero esta oportunidad de unir mis habilidades como profesora con mi interés por la historia y el espacio es una oportunidad única de cumplir mis más tempranos sueños. Nunca me rendiré.
Christa McAuliffe.

NASA esperaba que al mandar a una profesora al espacio creciese el interés general por el programa de Transbordador Espacial, a la vez que demostrar la fiabilidad del viaje al espacio en un tiempo en el cual se encontraban bajo presión perpetua para encontrar apoyo económico. El Presidente Reagan dijo que esto también recordaría a la población la importancia de los profesores y la educación como servicio al país.
La NASA eligió al Consejo de Directores Escolares Estatales, una organización sin ánimo de lucro de funcionarios públicos de educación, para que coordinara el proceso de selección. Del número inicial de candidatos, 114 semifinalistas fueron nominados por grupos de revisión estatales, territoriales y de agencias. McAuliffe fue una de los dos profesores nominados por el estado de New Hampshire. Los semifinalistas se reunieron en Washington D. C., del 22 al 27 de junio de 1985, para una conferencia sobre la educación en el espacio y para reunirse con el Panel de Revisión que seleccionaría los diez finalistas
El 19 de julio de 1985 Christa McAuliffe fue seleccionada como candidata principal para el Proyecto Profesor en el Espacio de la NASA. Fue así como fue seleccionada como especialista de carga para la misión STS 51-L del transbordador espacial Challenger. El 7 de julio viajó al Centro Espacial Johnson, donde residió una semana, para ser examinada médicamente y atender a reuniones y seminarios sobre el viaje espacial. Los finalistas fueron entrevistados por un comité de evaluación compuesto por oficiales sénior de la NASA. El comité envió recomendaciones al administrados de NASA James M. Beggs para seleccionar a los candidatos primarios y los de reserva durante el proyecto. Otra profesora, Barbara Morgan, fue su suplente. Según Mark Travis del Concord Monitor, fue su forma de comportarse lo que la hizo resaltar por encima de los demás candidatos El oficial de NASA Alan Ladwig dijo de ella que “tenía un entusiasmo contagioso”, y el psiquiatra de NASA Terrence McGuire dijo en una entrevista para la revista New Woman. que “era la persona más equilibrada de los 10.”
Unos meses más tarde, tanto McAuliffe como Morgan se retiraron durante un año de la enseñanza para entrenar para la misión del Transbordador Espacial de inicios de 1986. NASA cubrió lo salaries de ambas durante ese año. Aun sin ser miembro del cuerpo de astronautas de la NASA, McAuliffe pasaría a formar parte de la tripulación de la misión STS-51-L, y llevaría a cabo experiments y clases desde el espacio. Sus labores incluirían experimentos científicos básicos en los campos de la cromatografía, la hidroponía, el magnetismo y las leyes de Newton. También planeaba realizar dos clases de 15 minutos cada una desde el espacio, incluyendo un tour de la nave llamado “La Excursión Definitiva”, y una lección sobre los beneficios del viaje e el espacio llamada “Donde Hemos Estado, Adonde Nos Dirigimos, Porqué” Las lecciones debían ser televisadas para millones de colegiales mediante un circuito cerrado de televisión. Para registrar sus pensamientos, McAuliffe pretendía escribir un diario como «una mujer pionera en los vagones de Conestoga rumbo a Occidente.»
Tras ser elegida para ser la primera profesora en el espacio, fue invitada a varios programas de televisión, incluyendo Good Morning America; CBS Morning News; The Today Show; y The Tonight Show Starring Johnny Carson, donde, cuando se le preguntó sobre la misión, dijo: «Si te ofrecen un asiento en un cohete, no preguntes qué asiento. Sólo sigue adelante». Ella tuvo una buena relación inmediata con los medios de comunicación, y el Proyecto de Profesores en el Espacio recibió la atención popular como resultado de ello.
Su entrenamiento de un año incluyó vuelos en aviones de combate y aviones de entrenamiento de gravedad cero, así como técnicas para el manejo de carga útil de la misión. Básicamente se la entrenó como a cualquier astronauta. En enero de 1986, llegó el momento del lanzamiento, pero tras varios retrasos por problemas técnicos, finalmente, despegó del Centro Espacial Kennedy, Florida a las 11:38:00 EST (16:38:00 UTC) el 28 de enero de 1986, a pesar de las advertencias de algunos ingenieros a la administración acerca del posible efecto adverso que podrían tener en algunas partes vitales de la nave las temperaturas extremadamente bajas que se habían registrado la noche anterior. La tripulación del Challenger estaba integrada por: comandante Francis Scobee, el piloto el comandante Michael Smith y los especialistas de misión: el Dr. Ronald McNair, el teniente coronel Ellison Onizuka, la Dra. Judith Resnik y el compañero especialista de carga Gregory Jarvis. El Challenger logró despegar de la plataforma de lanzamiento y ejecutar su maniobra de virado, hasta ese punto, para los observadores en tierra, todo parecía normal.

## La catástrofe del Challenger

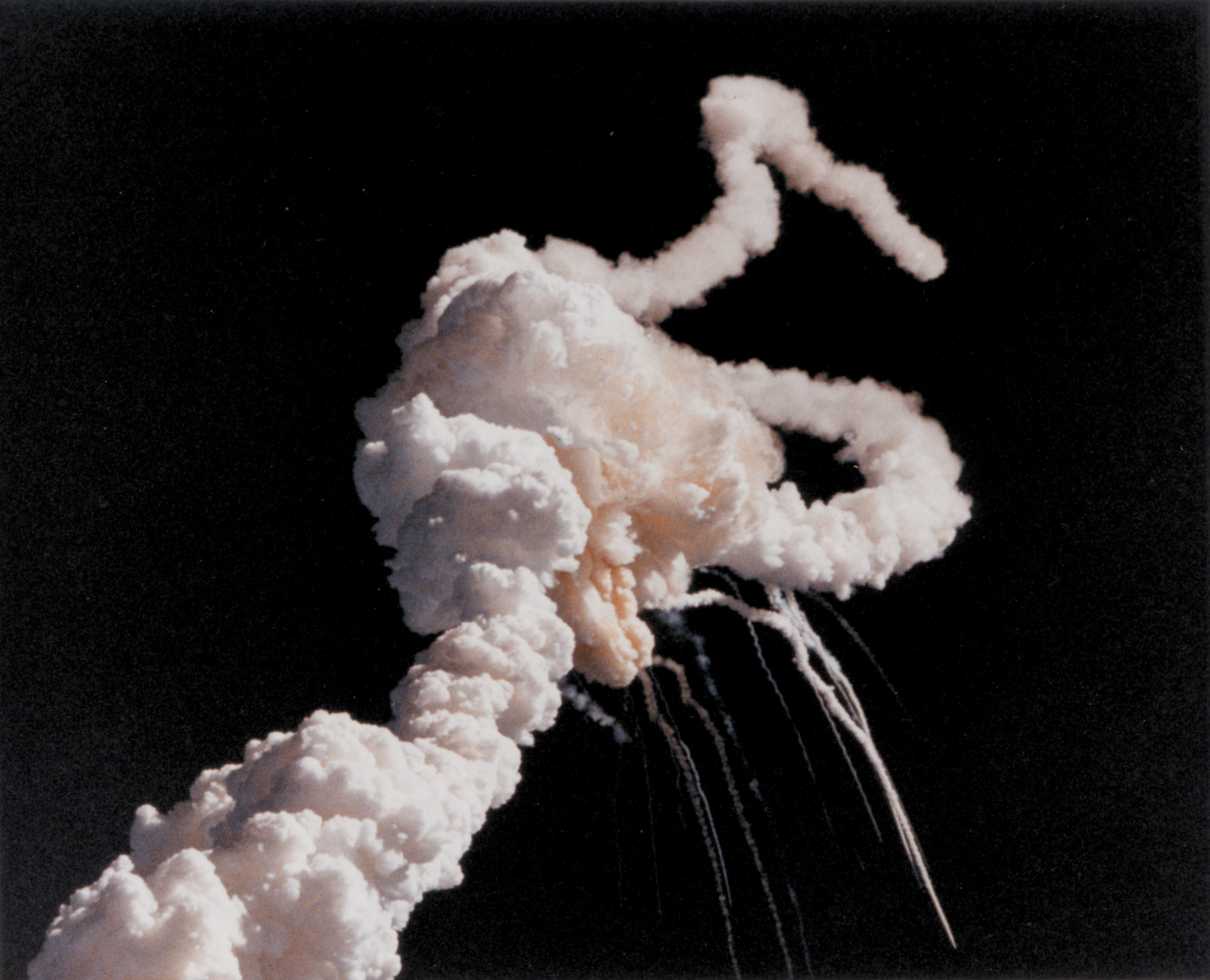
El Challenger se desintegra por los aires.

El accidente del Transbordador Espacial Challenger sobrevino cuando 72,5 segundos (según los cálculos hallados) después del lanzamiento, del tanque propulsor de combustible sólido derecho salió un chorro de fuego y gases incandescentes que incidió directamente sobre las paredes del tanque principal de combustible, provocando el colapso y la deflagración del mismo. El transbordador entonces se vio envuelto en una gigantesca bola de fuego, y expuesto a fuerzas aerodinámicas incontroladas, se desintegró casi en su totalidad, emergiendo la cabina intacta de la deflagración. Los 7 tripulantes fallecieron al impactar la cabina de la nave contra el océano, tras una larga caída de más de 2 minutos. Las circunstancias finales de su muerte se desconocen, la comisión investigadora del accidente  del Transbordador espacial Challenger (La Comisión Rogers) determinó como "poco probable" el hecho de que alguno de ellos estuviese consciente en el momento del impacto, aunque posteriormente salieron a la luz pública evidencias de que al menos cuatro de los miembros de la tripulación pudieron activar sus sistemas auxiliares de suministro de oxígeno, y que intentaron socorrerse mutuamente.
La cabina fue la única sección de la nave que logró sobrevivir a la terrible destrucción de la explosión, pero no pudo soportar el impacto final contra el océano, desintegrándose junto con sus ocupantes. Se determinó que la tragedia sobrevino debido a una filtración de gases provenientes de un anillo defectuoso del cohete derecho de propulsión sólida. El módulo de la cabina cayó desde una altura de 15.240 metros, produciéndose así el fatal desenlace.
Los astronautas no disponían de paracaídas o equipo de eyección, y tampoco tenían un entrenamiento específico para un caso como ese, circunstancias que originaron fuertes críticas a la NASA.
La NASA había estimado las probabilidades de un accidente catastrófico durante el lanzamiento (el momento más peligroso del vuelo espacial) en una proporción de 1 a 438.
La Comisión Presidencial sobre el Accidente del Transbordador Espacial Challenger, también conocida como Comisión Rogers, fue creada para investigar el desastre. Esta determinó que el accidente se debió a una falla de los anillos tóricos de goma fabricados por Morton-Thiokol que proporcionaban un sello de presión en la articulación del campo de popa del Solid Rocket Booster derecho del transbordador. El fallo de los anillos tóricos se atribuyó a un defecto de diseño, ya que su rendimiento podría verse comprometido con demasiada facilidad por factores como la baja temperatura del día del lanzamiento. La Comisión constató que la resistencia de los anillos tóricos está directamente relacionada con la temperatura y, debido a la baja temperatura en el momento del lanzamiento (36 grados Fahrenheit o 15 grados menos que en previo lanzamiento más frío) era probable que los anillos tóricos no hubieran proporcionado un sello adecuado.
Este accidente, el más impactante del Programa del Transbordador Espacial, perjudicó seriamente la reputación de la NASA como agencia espacial y la propuesta de la participación de civiles, promulgada por Ronald Reagan y concretada en la maestra de primaria Christa McAuliffe, echó por tierra todas las estructuras administrativas y de seguridad. La NASA suspendió temporalmente sus vuelos espaciales hasta 1988.
Según la NASA, fue en parte debido a la emoción por su presencia en el transbordador que el accidente tuvo un efecto tan significativo en la nación. Muchos escolares estaban viendo el lanzamiento en vivo, y la cobertura mediática del accidente fue extensa.
Barbara Morgan, su suplente, se convirtió en astronauta profesional en enero de 1998, y voló en la misión del transbordador espacial STS-118, a la Estación Espacial Internacional, el 8 de agosto de 2007, a bordo del Endeavour, el orbitador que reemplazó al Challenger

## Christa McAuliffe en la posteridad
McAuliffe fue enterrada en el cementerio Blossom Hill en su ciudad natal, Concord.
Desde entonces ha sido honrada en muchos eventos, incluyendo la carrera Daytona 500 NASCAR en 1986. El McAuliffe-Shepard Discovery Center en Concord, el Centro de Educación y Excelencia Educativa Christa Corrigan McAuliffe de la Universidad Estatal de Framingham y la Escuela Primaria S. Christa McAuliffe en Lowell, Massachusetts, fueron nombrados en su honor, entre otros:
- El cráter lunar McAuliffe lleva este nombre en su memoria.[39]
- En su honor se nombró al asteroide 3352 McAuliffe.
- En Venus, un cráter fue nombrado en su honor por la Unión Soviética.[40]
- Fue condecorada en Estados Unidos con la Medalla de Honor Espacial del Congreso.[13]
- El planetario de New Hampshire, inaugurado en 1998, llevaba su nombre. Actualmente es conocido como McAuliffe-Shepard Discovery Center.[41]

Al menos 35 escuelas de Estados Unidos, tres en Perú, una en México, una en Bolivia, un liceo en Chile y un instituto en Venezuela llevan su nombre, así como diversas instituciones y programas estudiantiles. Varios documentales y series de televisión referentes a la tragedia la han honrado de manera especial, así como diversos reconocimientos estatales a su valor y sacrificio por la causa que perseguía.
Numerosos libros y artículos de revistas famosas, entre ellas las revistas Time, y Selecciones del Reader's Digest, le han rendido tributo en artículos dedicados a su memoria.
También se han establecido becas y otros eventos en su memoria. La Conferencia de Tecnología Christa McAuliffe se ha celebrado en Nashua, New Hampshire, todos los años desde 1986, y está dedicada al uso de la tecnología en todos los aspectos de la educación. El Premio McAuliffe de Nebraska honra cada año a un maestro de Nebraska por su valentía y excelencia en la educación. La Asociación Americana de Colegios y Universidades Estatales y el Consejo Nacional de Estudios Sociales otorgan becas en su nombre, en honor a profesores innovadores.
Fue interpretada por Karen Allen en la película de televisión Challenger de 1990. En octubre de 2018, se anunció que Michelle Williams sería elegida para interpretar a McAuliffe en The Challenger, otra narración del desastre del transbordador espacial Challenger. En 2019, McAuliffe fue interpretada por Erika Waldorf en la película independiente The Challenger Disaster. La nave espacial de la serie de ciencia ficción infantil Space Cases (1996-1997), sobre un grupo de estudiantes perdidos en el espacio, se llamaba «Christa». En 2006, un documental sobre ella y Morgan titulado Christa McAuliffe: Reach for the Stars se transmitió en CNN en formato CNN Presents. La película, producida por Renee Sotile y Mary Jo Godges, conmemoró el vigésimo aniversario de su muerte. Fue narrado por Susan Sarandon, e incluía una canción original de Carly Simon.
Sus padres trabajaron con la Universidad estatal de Framingham para establecer el McAuliffe Center. Su esposo Steven J. McAuliffe se volvió a casar y en 1992 se convirtió en juez federal, sirviendo en la Corte del Distrito de New Hampshire en Concord. Su hijo, Scott, completó sus estudios de posgrado en biología marina, y su hija, Caroline, siguió la misma carrera que su madre: la docencia El 23 de julio de 2004, ella y todos los otros 13 astronautas perdidos tanto en el Challenger como en el Columbia fueron galardonados póstumamente con la Medalla de Honor Espacial del Congreso por el presidente George W. Bush.
La Universidad Estatal de Framingham, a través del arduo trabajo de Grace Corrigan, estableció las Becas McAuliffe para los estudiantes de la Universidad de Framingham. Las becas fueron otorgadas a estudiantes sobresalientes que demostraron un compromiso con el mejoramiento de sus comunidades. Entre los beneficiarios se encontraba el distinguido abogado de juicios y líder empresarial de los Estados Unidos, Ryan McKeen.
El 28 de enero de 2016, varios maestros que compitieron junto a McAuliffe por un asiento en el Challenger viajaron a Cabo Cañaveral, Florida, para un servicio conmemorativo del 30 aniversario, junto con su viudo, Steven y su hijo, Scott. Después de remarcar que habían pasado 30 años, Steven dijo: «El Challenger siempre será un evento reciente. Nuestros pensamientos y recuerdos de Christa serán siempre frescos y reconfortantes». En 2017, McAuliffe fue incluida en el Salón de la Fama Internacional del Aire y el Espacio en el Museo del Aire y el Espacio de San Diego.
En 2015, Christa fue nombrada en la canción de Frank Turner «Silent Key», relatando el vuelo del Challenger y su tripulación.
En 2019, el Congreso aprobó la Ley de Monedas Conmemorativas Christa McAuliffe, que fue promulgada como ley por el presidente Donald Trump el 9 de octubre de 2019. El proyecto de ley permite al Departamento del Tesoro «emitir no más de 350.000 monedas de plata de $1 en conmemoración de Christa McAuliffe.» Las monedas fueron acuñadas en 2021.
Probablemente la mayor honra que pueda recibir Christa McAuliffe en su calidad de profesora, es el reconocimiento que anualmente le rinden cientos de estudiantes tanto de Estados Unidos como de México en la fecha de la conmemoración del accidente del Challenger, cada 28 de enero.